# クール&ドレー
クール&ドレー (Cool & Dre) は、アメリカ合衆国、フロリダ州マイアミにて結成された音楽プロデューサーチームである。2001年から活動を行っており、現在のメンバーは"クール"と"ドレ"の2人。2010年に、大手"キャッシュ・マネー・レコード"と契約を結んだ。主にヒップホップミュージックのトラック制作を行っており、これまでにザ・ゲームやクリスティーナ・ミリアンなどにヒット曲を提供してきた。